# Message for Albert
A Message for Albert Five for Fighting debütáló albuma, amely 1997. március 11-én került kiadásra az Amerikai Egyesült Államokban, a Nettwerk Records és az EMI közös kiadásában. Az albumról két szám vált ismertté a The Last Great American és a 10 Miles from Nowhere.

## Az album dalai
|     | Cím                   | Hossz |
| --- | --------------------- | ----- |
| 1.  | Bella's Birthday Cake | 4:19  |
| 2.  | Day by Day            | 2:56  |
| 3.  | The Garden            | 3:48  |
| 4.  | Ocean                 | 5:32  |
| 5.  | Happy                 | 3:09  |
| 6.  | Love Song             | 4:37  |
| 7.  | Wise Man              | 5:41  |
| 8.  | White Picket Fence    | 3:10  |
| 9.  | 2 Frogs               | 5:15  |
| 10. | 10 Miles from Nowhere | 3:03  |
| 11. | Last Great American   | 3:06  |
| 12. | European B-side       | 3:47  |

Japán verzió bónuszdalok
1. Big Cities
2. Do You Mind